# Phintella assamica
Phintella assamica is een spinnensoort uit de familie springspinnen (Salticidae). De soort komt voor in India.